# Journal of Science and Philosophy
『Journal of Science and Philosophy』はAssociation for Science and Philosophyが刊行し、やまなみ書房が出版・配布している科学および哲学の学際的なオープンアクセスジャーナルである。第1巻は2018年9月に刊行され、第3巻（2020年3月31日刊行）をもって廃刊となった。掲載論文は、CC-BY 4.0ライセンスのもと、本誌webサイトならびにJ-STAGE上にて無償公開されるとともに、印刷版が有償で頒布されている。

## 研究領域
この雑誌が扱う内容は「科学および哲学にスポットを当てる」と明言されている他には、とくに具体的な分野の指定はない。実際に掲載されている論文には、社会学、科学哲学、数理論理学、言語哲学の論文のほか、これらの分野に関係したエッセイなどがある。

## 構成
掲載論文は、原著論文、総説、討論、寄稿論文、コラム、書評、学術提言、研究の芽、その他のカテゴリーに分かれる。そのうち原著論文、総説、討論に対しては査読（ダブルブラインドピアレビュー方式）が為される。寄稿論文、コラム、書評、学術提言は編集委員会による執筆依頼に基づく。これらのカテゴリは正式な査読を経て掲載されるわけではないが、編集委員会より査読に準じたアドバイスのもとでリバイズの提案が為されることがある。研究の芽に関しては査読や査読に準じたアドバイスは為されない。